# Đừng bắt em phải quên
Đừng bắt em phải quên là một bộ phim truyền hình được thực hiện bởi Trung tâm Phim truyền hình Việt Nam, Đài Truyền hình Việt Nam do Vũ Minh Trí làm đạo diễn. Phim phát sóng lần đầu vào lúc 21h00 từ thứ 2 đến thừ 6 hàng tuần bắt đầu từ ngày 10 tháng 3 năm 2020 trên kênh VTV1, phát sóng trở lại vào lúc 21h30 thứ 4, 5, 6 hàng tuần bắt đầu từ ngày 10 tháng 6 năm 2020 và kết thúc vào ngày 24 tháng 7 năm 2020 trên kênh VTV3.

## Cốt truyện
Đừng bắt em phải quên là câu chuyện về gia đình Ngân (Quách Thu Phương) và Luân (Hoàng Hải). Hai vợ chồng đã đi qua hơn 20 năm gắn bó cùng cô con gái tên Ngọc (Quỳnh Kool) đang lứa tuổi học đại học. Ở tuổi ngoài 40 với đủ những tiêu chí để hạnh phúc, cuộc hôn nhân "ở bên nhau như một thói quen" đã tạo nên nhiều sự mâu thuẫn. Họ luôn khát khao tình cảm nhưng lại quên cách giữ lửa tình yêu và đó chính là điểm cốt yếu để những nhân tố bên ngoài chen vào.
Người thứ ba xuất hiện trong phim không chỉ có 1 mà là 2 người. Đó là cô bạn thân của người chồng - người đã âm thầm đem lòng yêu anh từ thời còn là sinh viên và tìm đủ mọi cách để tiếp cận anh.
Đó còn là người bạn trai cũ của cô vợ - người đã bất ngờ trở lại và làm xáo trộn đời sống tình cảm trong cô, khiến cô phải giằng xé giữa lý trí và tình cảm để nhận ra điều gì quan trọng nhất với mình trong thời điểm hiện tại.

## Diễn viên

### Diễn viên chính
- Như Quỳnh trong vai Bà Dịu
- Kim Oanh trong vai Linh
- Hoàng Hải trong vai Luân
- Quách Thu Phương trong vai Ngân
- Quỳnh Kool trong vai Ngọc
- Thanh Sơn trong vai Duy
- Hoàng Xuân trong vai Hoa
- Lâm Tùng trong vai Vũ

### Diễn viên phụ
- Kiều My trong vai My
- Tuyết Bít trong vai Xuân
- Châu Dương trong vai Quyên
- Lâm Đức Anh trong vai Bách
- Hoàng Mai Anh trong vai Lan
- Mạnh Hưng trong vai Dũng
- Ngọc Crystal Eyes trong vai Phương
- Linh Huệ trong vai Bà Dịu - lúc trẻ
- Việt Hoa trong vai Ngân - lúc trẻ
- Trang Hoàng trong vai Hoa - lúc trẻ
- Trương Hoàng trong vai Hiếu
- Nguyễn Nhàn trong vai Thanh

## Ca khúc trong phim
Bài hát đầu phim và cuối phim là "Gió mùa thu năm ấy" do nhạc sĩ Trần Quang Duy sáng tác và được thể hiện bởi Phương Linh và Minh Vương M4U.

## Tạm dừng phát sóng
Sau tập 9 (phát sóng ngày 20 tháng 3 năm 2020 trên VTV1), bộ phim đã bất ngờ tạm ngừng phát sóng, thay bằng việc phát lại bộ phim chiếu trong dịp Tết Nguyên Đán Canh Tý 2020 mang tên Mùa xuân ở lại nhưng biên tập lại còn 25 phút/tập. Phim Đừng bắt em phải quên đã tiếp tục phát sóng từ tập 10 từ ngày 10 tháng 6 năm 2020 trong khung giờ 21h30 thứ 4, 5, 6 trên VTV3, chính vì thế, thời lượng được nâng lên thành 45 - 50 phút/tập và số tập còn giảm xuống hơn 30, so với dự định ban đầu là 42 tập.

## Đón nhận, phê bình
Bộ phim đã bị một số khán giả phàn nàn, thậm chí là la ó về chất lượng của phim.  Đặc biệt, vai diễn “người thứ ba” của NSƯT Kim Oanh phải hứng chịu nhiều “gạch đá” nhất về tạo hình nhân vật, cách cười, cách thoại vì khá vô duyên. Tuy nhiên, bộ phim vẫn có được rating ổn định (2.5 - 3.0) trên sóng nhà đài và luôn giữ được vị trí trong top 10 những chương trình có lượt rating cao nhất cả nước trong suốt thời gian phát sóng.

## Giải thưởng
| Năm  | Giải thưởng  | Hạng mục               | (Người) Đề cử | Kết quả | Tham khảo |
| ---- | ------------ | ---------------------- | ------------- | ------- | --------- |
| 2020 | Ấn tượng VTV | Nam diễn viên ấn tượng | Thanh Sơn     | Đề cử   | [ 4 ]     |
| 2020 | Ấn tượng VTV | Nữ diễn viên ấn tượng  | Quỳnh Kool    | Đề cử   | [ 4 ]     |